# Udo Bullmann
 Udo Bullmann (né le 8 juin 1956 à Giessen) est un homme politique allemand, membre du Parti social-démocrate d'Allemagne (SPD). Il est docteur en sciences sociales et député européen depuis 1999.

## Biographie

### Parcours universitaire
Ayant suivi des études de sciences politiques, de sociologie, de droit public et d'économie, Udo Bullmann, devient docteur en sciences sociales en 1988, puis maître de conférences à l'université de Giessen de 1989 à 1996. Il reçoit une bourse de recherche de la Fondation allemande de la recherche Deutsche Forschungsgemeinschaft pour trois années (1994-1997). En 1998-1999, il est professeur de l'enseignement supérieur et chargé d'études sur l'intégration européenne à l'université de Giessen. Il est également rattaché à l’université de Strathclyde, à Glasgow, depuis 1994.

### Parcours politique

#### En Allemagne
Udo Bullmann rejoint d’abord les Jusos, l’organisation des Jeunes socialistes allemands, et préside la section de l’arrondissement de Giessen pendant deux ans (1980-1982). Sept ans plus tard, il devient Président des Jeunes socialistes du land de Hesse jusqu’en 1991, date à laquelle il rejoint le bureau du SPD, dont il fait encore partie de nos jours. 
Il devient député européen à la suite des élections européennes de 1999. 

#### Au Parlement européen
Élu en 1999 en tant qu’eurodéputé, il siège au sein du groupe de l'Alliance progressiste des socialistes et démocrates au Parlement européen. 
Udo Bullmann devient vice-président de la délégation allemande en 2003, il est ensuite réélu eurodéputé en 2004 et 2009. Lors de ce dernier mandat, il est notamment membre de la Commission des affaires économiques et monétaires et de la délégation à l’assemblée parlementaire ACP-Union européenne.
Il est élu président du groupe de l'Alliance progressiste des socialistes et démocrates le 20 mars 2018 en remplacement de Gianni Pittella qui a démissionné du Parlement européen après son élection en février au Sénat italien.